# Epimyrma
Epimyrma é um género de formigas, onde se classificam as seguintes espécies:
- Epimyrma adlerzi
- Epimyrma africana
- Epimyrma algeriana
- Epimyrma bernardi
- Epimyrma corsica
- Epimyrma goridaghini
- Epimyrma kraussei
- Epimyrma ravouxi
- Epimyrma stumperi
- Epimyrma tamarae
- Epimyrma zaleskyi